# Tortella malacophylla
Tortella malacophylla là một loài rêu trong họ Pottiaceae. Loài này được (Müll. Hal.) Paris mô tả khoa học đầu tiên năm 1906.